# Ruban d'argent du meilleur sujet
Le Ruban d'argent du meilleur sujet (Nastro d'argento al migliore soggetto) est une récompense cinématographique italienne décernée chaque année, depuis 1946 par le Syndicat national des journalistes cinématographiques italiens (en italien, Sindacato Nazionale Giornalisti Cinematografici Italiani,) (SNGCI)  lequel décerne également tous les autres Rubans d'argent. 

## Palmarès

### Années 1940
- 1946: Pietro Germi - Le Témoin
- 1947: Suso Cecchi D'Amico, Piero Tellini et Luigi Zampa - Vivre en paix
- 1948: Ennio Flaiano - Rome ville libre
- 1949: Cesare Zavattini - Le Voleur de bicyclette

### Années 1950
- 1950: Non décerné
- 1951: Non décerné
- 1952: Non décerné
- 1953: Non décerné
- 1954: Non décerné
- 1955: Non décerné
- 1956: Non décerné
- 1957: Non décerné
- 1958: Non décerné
- 1959: Francesco Rosi et Suso Cecchi D'Amico - Le Défi

### Années 1960
- 1960: Pier Paolo Pasolini - Les Garçons
- 1961: Federico Fellini, Ennio Flaiano e Tullio Pinelli - La dolce vita
- 1962: Ennio De Concini, Alfredo Giannetti e Pietro Germi - Divorce à l'italienne
- 1963: Elio Petri et Tonino Guerra - Les Jours comptés
- 1964: Federico Fellini et Ennio Flaiano - Huit et demi
- 1965: Marco Ferreri - Le Mari de la femme à barbe
- 1966: Marco Bellocchio - Les Poings dans les poches
- 1967: Pier Paolo Pasolini - Des oiseaux, petits et gros
- 1968: Marco Bellocchio - La Chine est proche
- 1969: Marcello Fondato - Les Protagonistes

### Années 1970
- 1970: Marco Ferreri - Dillinger est mort
- 1971: Ugo Pirro et Elio Petri - Enquête sur un citoyen au-dessus de tout soupçon
- 1972: Nino Manfredi - Miracle à l'italienne
- 1973: Alberto Bevilacqua - Questa specie d'amore
- 1974: Federico Fellini et Tonino Guerra - Amarcord
- 1975: Franco Brusati - Pain et Chocolat
- 1976: Leonardo Benvenuti, Piero De Bernardi, Pietro Germi e Tullio Pinelli - Mes chers amis
- 1977: Marco Ferreri et Dante Matelli - La Dernière Femme
- 1978: Nanni Moretti - Ecce bombo
- 1979: Ermanno Olmi - L'Arbre aux sabots

### Années 1980
- 1980: Nanni Loy et Elvio Porta - Café express
- 1981: Massimo Troisi - Ricomincio da tre
- 1982: Luigi Comencini et Massimo Patrizi - L'Imposteur
- 1983: Gianni Amelio - Colpire al cuore
- 1984: Pupi Avati et Antonio Avati - Una gita scolastica
- 1985: Giuseppe Bertolucci - Segreti segreti
- 1986: Peter Del Monte - Piccoli fuochi
- 1987: Suso Cecchi D'Amico et Ennio Flaiano - L'Enquête
- 1988: Stefano Sudriè et Franco Amurri - Da grande
- 1989: Maurizio Nichetti - Le Voleur de savonnettes

### Années 1990
- 1990: Nanni Moretti - Palombella rossa
- 1991: Giuseppe Tornatore - Ils vont tous bien !
- 1992: Sandro Petraglia, Andrea Purgatori et Stefano Rulli - Il muro di gomma
- 1993: Filippo Ascione, Leonardo Benvenuti, Piero De Bernardi e Carlo Verdone - Al lupo al lupo
- 1994: Francesca Archibugi - La Grande Citrouille
- 1995: Alessandro Benvenuti, Ugo Chiti et Nicola Zavagli - Elle ou lui
- 1996: Giacomo Campiotti et Marco Piatti - Comme deux crocodiles
- 1997: Sergio Citti - I magi randagi
- 1998: Roberto Benigni et Vincenzo Cerami - La vie est belle
- 1999: Mimmo Calopresti et Heidrun Schleef - Mots d'amour

### Années 2000
- 2000: Silvia Tortora - Un uomo perbene
- 2001: Ferzan Özpetek et Gianni Romoli  - Tableau de famille
- 2002: Marco Bellocchio - Le Sourire de ma mère
- 2003: Ferzan Özpetek et Gianni Romoli - La Fenêtre d'en face
- 2004: Ermanno Olmi - En chantant derrière les paravents
- 2005: Paolo Sorrentino - Les Conséquences de l'amour
- 2006: Roberto Benigni et Vincenzo Cerami - Le Tigre et la Neige
- 2007: Marco Bellocchio - Le Metteur en scène de mariages
- 2008: Doriana Leondeff et Carlo Mazzacurati - La giusta distanza
- 2009: Fabio Bonifacci - Diverso da chi? et Si può fare

### Années 2010
- 2010: Carlo Verdone, Francesca Marciano et Pasquale Plastino - Io, loro e Lara
- 2011: Nanni Moretti, Federica Pontremoli et Francesco Piccolo – Habemus papam
- 2012: Ferzan Özpetek et Federica Pontremoli - Magnifica presenza
- 2013: Massimo Gaudioso et Matteo Garrone - Reality
- 2014: Michele Astori, Pif et Marco Martani - La mafia tue seulement en été
- 2015: Alessandro Fabbri, Ludovica Rampoldi et Stefano Sardo - Le Garçon invisible
- 2016: Ivan Cotroneo, Francesca Marciano et Maria Sole Tognazzi - Io e lei
- 2017: Nicola Guaglianone - Indivisibili
- 2018:  Luciano Ligabue - Made in Italy
- 2019:  Paola Randi - Tito e gli alieni

### Années 2020
- 2020:  Pupi Avati, Antonio Avati, Tommaso Avati - Il signor Diavolo